# Trimerotropis leucophaea
Trimerotropis leucophaea es una especie de saltamontes perteneciente a la familia Acrididae. Se encuentra en Norteamérica y Centroamérica. Prefiere zonas ralas y expuestas. Pasa el invierno como huevos. Los adultos son más comunes en agosto y septiembre.